# Silent Hunter 4: Wolves of the Pacific
Silent Hunter 4: Wolves of the Pacific (с англ. — «Бесшумный охотник IV: Волки Тихого Океана»; иногда Silent Hunter 4) — симулятор подводной лодки. Действия происходят в тихом океане в период Второй мировой войны, игрок берёт на себя роль служащего ВМС США.

## Игровой процесс
В игре есть три режима игры: «быстрая игра» — одиночная миссия, режим карьеры — сюжетная линия и сетевая игра — возможность сразиться с другими игроками. Игрок выполняет обязанности командира подводной лодки: чертит на карте курс, отдаёт приказы к стрельбе, осматривает местность в бинокль, а в случае необходимости может собственноручно вести огонь из зенитного и бортового орудия. Игровой процесс заключается в патрулировании определённых районов, координаты которых передает Бюро флота, и в выполнении определённой боевой задачи. После выполнения задания имеется возможность свободной охоты, с учётом ограниченного запаса топлива и торпед на борту. Противниками выступает японский флот.
В игре есть возможность игры по сети до 8 человек. Предоставляется на выбор управление американской подводной лодкой или японским эсминцем в одной из стандартных или сгенерированных миссий.

## Отзывы
| Сводный рейтинг    | Сводный рейтинг       |
| Агрегатор          | Оценка                |
| ------------------ | --------------------- |
| GameRankings       | 79,41 %               |
| Metacritic         | 79/100                |
| Иноязычные издания |                       |
| Издание            | Оценка                |
| 1UP.com            | B−                    |
| Edge               | 7/10                  |
| Eurogamer          | 8/10                  |
| GameSpot           | 8,3/10                |
| GameSpy            | [ 8 ]                 |
| IGN                | (US) 8,8/10 (AU) 7/10 |
| PALGN              | 8/10                  |
| PC Gamer (UK)      | 87 %                  |
| PC Gamer (US)      | 78 %                  |
| X-Play             | [ 14 ]                |

## Дополнение U-Boat Missions
В 2008 году вышло дополнение Silent Hunter IV: U-Boat Missions, посвящённое деятельности немецких субмарин в Индийском и Тихом океанах. Время действия — с июля 1943 года по май 1945-го, место — Индийский океан и морские пути, пролегающие вдоль азиатского континента. Главным нововведением аддона стал «стратегический ресурс» — возможность запросить поддержку с воздуха или с поверхности океана. Доступ к новым союзникам открывается по мере выполнения заданий.